# 博杜安国王站
博杜安国王站（法語：Roi Baudouin）是布鲁塞尔地铁6号线的北端终点站，位于比利时布鲁塞尔首都大区布鲁塞尔城拉肯片区。

## 名称
该站得名于附近的博杜安国王体育场，其以比利时国王博杜安命名。